# Аносмия
Аносми́я — потеря обоняния. Обычно подразумевается полная потеря обоняния, но чаще встречается частичная (избирательная) аносмия на некоторые вещества.

## Причины

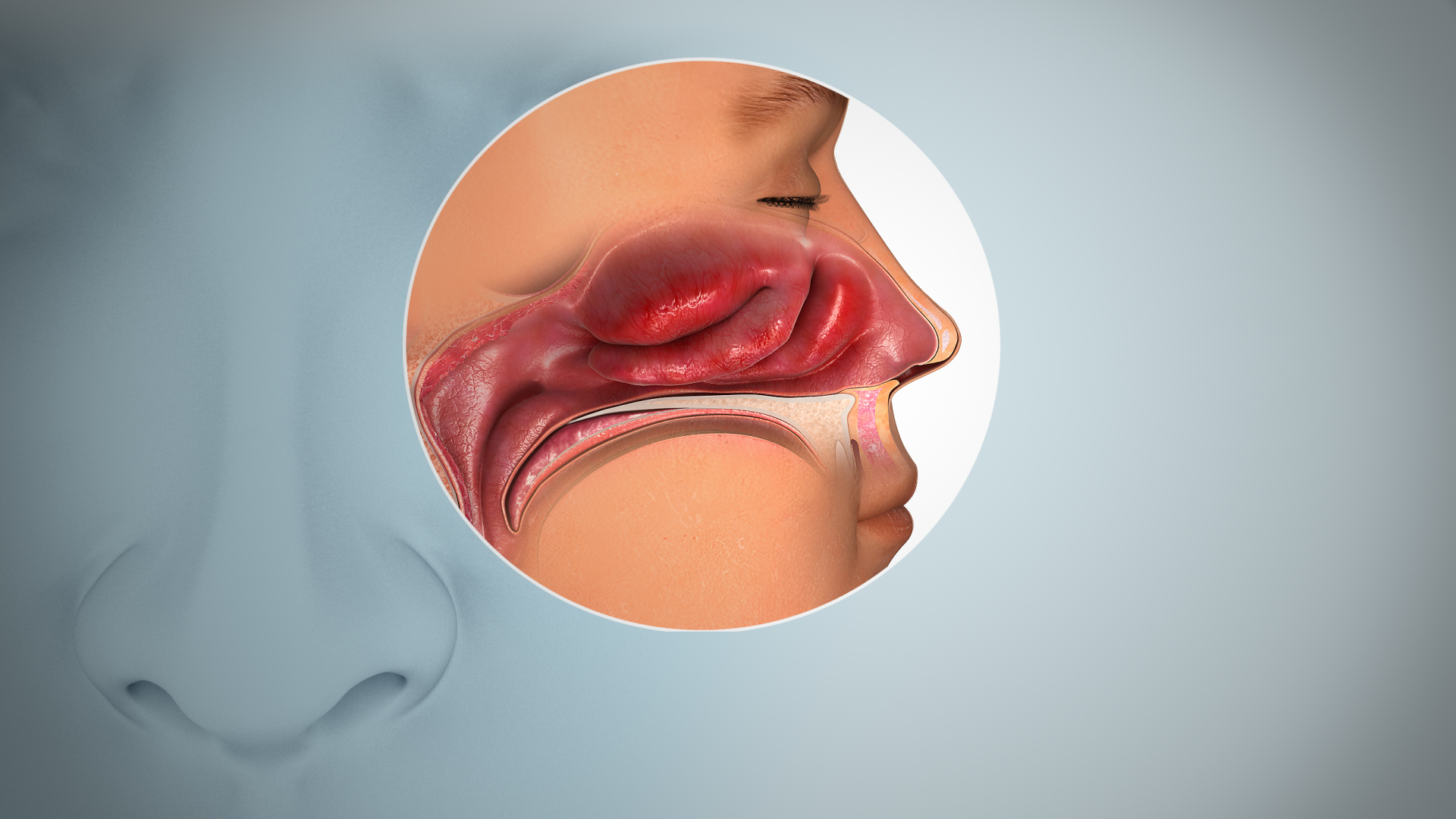
Воспаление носовых оболочек, приводящее к аносмии

Аносмия может быть врождённой и приобретённой.
Приобретённая аносмия может быть связана с поражением нервных путей (в результате вирусных заболеваний), некоторыми поражениями головного мозга, а также нарушением проходимости воздуха при рините и других заболеваниях.
Близкий термин, «гипосмия», означает снижение чувствительности обоняния к количеству пахучего вещества.
Возможные причины аносмии:
- Недоразвитие обонятельных путей.
- Заболевания обонятельной слизистой носа, опухоли носа, воспалительные заболевания (ринит, синуситы или простуда)[2].
- Полип носа.
- Черепно-мозговая травма[3].
- Разрыв обонятельных нитей при переломе горизонтальной пластинки (лат. lamina cribrosa) решётчатой кости вследствие черепно-мозговой травмы.
- Деструкция обонятельных луковиц и путей при очаге ушиба по типу противоудара, наблюдаемый при падении на затылок.
- Воспаление пазух решётчатой кости (лат. os ethmoidale), воспалительный процесс прилежащей мягкой мозговой оболочки и окружающих областей.
- Срединные опухоли или другие объёмные образования передней черепной ямки.
- Курение.
- Деменция с тельцами Леви.
- Болезнь Паркинсона[4].
- Болезнь Альцгеймера[5].
- Токсины (особенно акрилат, метакрилат[6] и кадмий[7][8]).
- COVID-19[9][10][11][12].
- Возраст[13].